# Marquee Moon
Marquee Moon es el primer álbum de estudio de la banda de rock estadounidense Television, publicado por Elektra Records en 1977. Es considerado piedra angular del sonido neoyorkino y una obra maestra. El sonido de Marquee Moon se distingue por un punk (Television fue una de las bandas más importantes de la escena de Nueva York y del club CBGB) más experimental que lo acerca al art rock y a una interesante influencia de jazz vanguardista. El centro de atención es la forma en que se entrelazan las guitarras de Tom Verlaine y Richard Lloyd. Si bien en el momento de su lanzamiento el álbum alcanzó el puesto número 28 en la lista británica y no vendió muchas unidades en Estados Unidos, Marquee Moon ha sido aclamado universalmente por la crítica, convirtiéndolo en un álbum de culto dentro la escena underground y uno de los pilares fundamentales de la escena de Nueva York.  En 2003 el álbum fue considerado por el New Musical Express como el cuarto mejor disco de todos los tiempos, en el mismo año la cadena televisiva VH1 lo colocó en puesto número 83 de los mejores discos de la historia. Pitchfork Media lo colocó como el tercer mejor disco de la década de 1970.
Asimismo, en el 2003, en una edición especial, la revista Rolling Stone posicionó el álbum en el puesto 128 de su lista de los 500 mejores álbumes de todos los tiempos.

## Reedición en CD
El álbum fue reeditado en CD el 23 de septiembre de 2003. La reedición mantuvo el orden de las ocho canciones originales pero alargó la versión original del tema que da título al álbum, haciendo que el tema llegue a los 10':40" de duración (cuando en el LP original terminaba en 9':54").
Además se agregaron cinco canciones al final del álbum, incluyendo "Little Johnny Jewel", el primer sencillo que la banda había lanzado dos años antes de la edición de Marquee Moon, versiones alternativas de las canciones "See No Evil", "Friction" y "Marquee Moon", además de un tema instrumental sin título, que fue sacado de las sesiones de grabación del segundo álbum de la banda, "Adventure".

## Listado de temas
Las canciones fueron compuestas por Tom Verlaine.
1. "See No Evil" – 3:53
2. "Venus" – 3:51
3. "Friction" – 4:44
4. "Marquee Moon" – 10:40
5. "Elevation" – 5:07
6. "Guiding Light" – 5:35
7. "Prove It" – 5:02
8. "Torn Curtain" – 6:56

Bonus de la reedición en CD
1. "Little Johnny Jewel (partes 1 y 2)" – 7:09
2. "See No Evil (versión alternativa)" – 4:40
3. "Friction (versión alternativa)" – 4:52
4. "Marquee Moon (versión alternativa)" – 10:54
5. Untitled [instrumental] – 3:22

## Componentes
- Tom Verlaine: voz principal y guitarra
- Richard Lloyd: guitarra y voz
- Fred Smith: bajo y voz
- Billy Ficca: batería

## Curiosidades
- Según las notas internas de la reedición en CD, la banda originalmente quería grabar Marquee Moon en los estudios Englewood Cliffs, de Nueva Jersey, que eran propiedad del ingeniero de grabación Rudy Van Gelder, un "veterano" del jazz, que participó en A Love Supreme de John Coltrane y en gran parte de los discos del catálogo de la discográfica Blue Note.
- La carátula del álbum tiene una fotografía de la banda que fue tomada por Robert Mapplethorpe, quien también había sido responsable de la foto de portada del disco Horses de Patti Smith, expareja de Tom Verlaine.
- Existe una versión del tema "Marquee Moon", el cual fue grabado en 1990 por Kronos Quartet, en el compilado Rubáiyát: Elektra's 40th Anniversary, conmemorando los 40 años de Elektra Records, casa discográfica de Television.
- El grupo Amaral menciona a Marquee Moon en su canción "Moriría por vos".

- Datos: Q432372